# Madagascarchaea gracilicollis

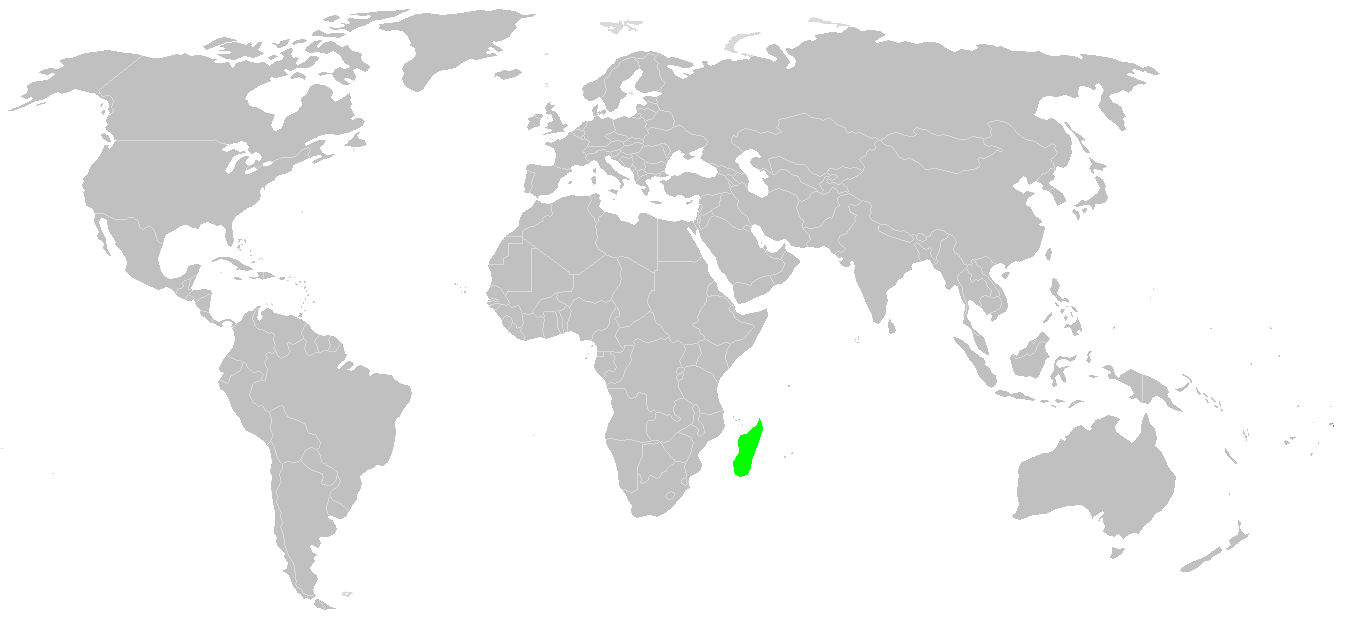
Distribución mundial de Eriauchenius gracilicollis.

Madagascarchaea gracilicollis es una especie de arácnido perteneciente al género Madagascarchaea, dentro de la familia Archaeidae, del orden de las arañas.

## Descripción
Madagascarchaea gracilicollis tiene una longitud de entre 2,8 mm y 3 mm, seis tubérculos espinosos craneales en la corona del cefalón, una espina queliceral situada en la región mediana del quelícero y en los machos una apófisis retrolateral en la patela del pedipalpo.

## Distribución
La especie se distribuye en Madagascar.

## Taxonomía
Fue descrita científicamente como Archaea gracilicollis por Jacques Millot en 1948. La descripción original fue publicada en el artículo «Faits nouveaux concernant les Archaea [Aranéides]» en la revista Mémoires de l’Institut Scientifique de Madagascar, número 1, imagen A1, entre las páginas 3 y 14. En 2018 fue trasladada al género Madagascarchaea.